# Faucompierre
Faucompierre ([fokɔ̃ˈpjɛʁ] ) ist eine französische Gemeinde mit 227 Einwohnern (Stand: 1. Januar 2022) im Département Vosges in der Region Grand Est. Sie gehört zum Arrondissement Saint-Dié-des-Vosges (bis 2024 Épinal) und ist Mitglied im Gemeindeverband Communauté de communes Bruyères-Vallons des Vosges. Die Bewohner werden Falconois und Falconoises genannt.

## Geografie
Die Gemeinde Faucompierre liegt in den Vogesen, etwa 20 Kilometer nordwestlich von Gérardmer und 18 Kilometer östlich von Épinal.
Das 2,5 km² große Gemeindegebiet von Faucompierre erstreckt sich entlang des mittleren Tales des Vologne-Nebenflusses Barba, der die Südgrenze der Gemeinde bildet, auf einer Länge von 2,5 Kilometern. Die Barba nimmt auf Höhe Faucompierre von Süden mit dem Ruisseau de Hutte ihren längsten Nebenfluss auf.
Etwa 15 % des Gemeindeareals sind bewaldet, es handelt sich um ein zusammenhängendes Forstgebiet im Norden, das sich entlang der Südflanke eines Bergrückens von 450 bis 640 Metern Meereshöhe entlangzieht. Der höchste Punkt der Gemeinde wird im Norden an der Gemeindegrenze zu La Neuveville-devant-Lépanges mit 649 Metern erreicht. In tieferen Lagen des Barbatales wird Ackerbau betrieben, der auf Hanglagen über 500 Metern nur eingeschränkt möglich ist. Daher dominieren hier Viehweiden.
Der Ort Faucompierre liegt hochwassergeschützt im ca. 400 Meter breiten Flusstal der Barba.
Nachbargemeinden von Faucompierre sind La Neuveville-devant-Lépanges im Norden, Laveline-du-Houx im Osten, Tendon und Xamontarupt im Süden sowie Docelles im Westen.

## Geschichte
Der Ort tauchte erstmals 1284 als Fauconpiere in einer Urkunde auf, die das Dorf der Vogtei in Bruyères zugehörig nannte. Kirchlich gehörte Faucompierre zu Tendon im Dekanat Remiremont. Von 1790 bis 1799 war das Dorf Teil des Wahlkreises Éloyes im Distrikt Remiremont.
Der Name des Ortes lässt sich von faucon (= Falken) herleiten. Die im 17. Jahrhundert zerstörte Burg in Faucompierre, von der noch Ruinen erhalten sind, wurde im 12. Jahrhundert durch die Herren von Parroy (nahe Lunéville) errichtet, die hier mit Falken jagten.

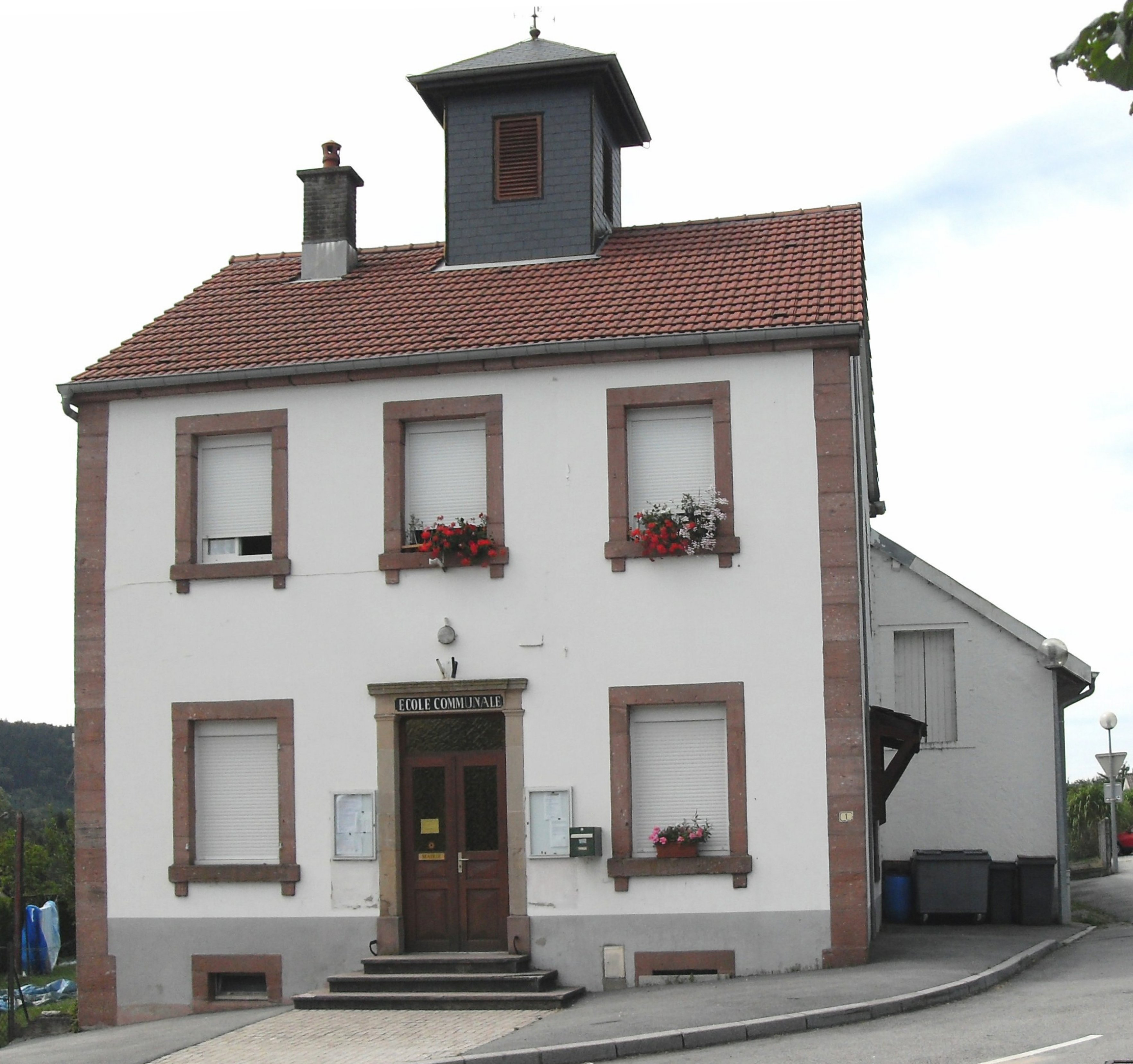
Gemeindeverwaltung (Mairie) und Grundschule in Faucompierre

### Bevölkerungsentwicklung
| Jahr      | 1882 | 1962 | 1968 | 1975 | 1982 | 1990 | 1999 | 2011 | 2021 |
| --------- | ---- | ---- | ---- | ---- | ---- | ---- | ---- | ---- | ---- |
| Einwohner | 177  | 121  | 123  | 134  | 197  | 206  | 224  | 237  | 229  |

In den Jahren 1936 und 1962 wurden mit je 121 Bewohnern die bisher niedrigsten Einwohnerzahlen ermittelt. Die Zahlen basieren auf den Daten von cassini.ehess. und INSEE.

## Wirtschaft und Infrastruktur
In der Gemeinde sind sechs Landwirtschaftsbetriebe ansässig (Anbau von Gewürz- und Heilpflanzen, Milchwirtschaft, Rinderzucht, Schweinehaltung). Der Tourismus gewinnt durch die Nähe zu den Wasserfällen von Tendon zunehmend an Bedeutung. Die meisten Bewohner der Gemeinde Faucompierre sind heute Pendler in die nahegelegenen Gewerbegebiete an Vologne und Mosel.
Für die Gemeinde Faucompierre, die keine eigene Kirche hat, ist die Kirche Saint-Claude im benachbarten Tendon zuständig.
Am südlichen Ufer der Barba verläuft die Fernstraße D 11 / D 417 von Remiremont über Gérardmer nach Colmar. Der nächste Bahnhof liegt in der vier Kilometer entfernten Gemeinde Docelles an der von der TER Grand Est betriebenen Bahnstrecke Arches–Saint-Dié.